# Reakce na arašídy
Reakce na arašídy je šestnáctý díl první řady amerického televizního seriálu Teorie velkého třesku. V této epizodě hostují Vernee Watson, Judith Moreland, Ronald Hunter a Chuck Carter. Režisérem epizody je Mark Cendrowski.

## Děj
Penny se dozvídá, že Leonard neměl nikdy v životě narozeninovou oslavu. Jeho rodiče totiž vždy měli pocit, že slavit se mají jen úspěchy. Rozhodne se tedy ho překvapit a oslavu mu uspořádat a zasvětí do toho i ostatní přátele. V den oslavy se ale dozvídá, že Sheldon ještě pro Leonarda nemá dárek a tak jej vezme do počítačového obchodu, aby nějaký koupil. Howard pak dostává za úkol, aby držel Leonarda dál od bytu a toho docílí tím, že předstírá, že snědl tyčinku, ve které jsou arašídy (na které je silně alergický). Sheldon ale v obchodě vše zdržuje tím, že má potřebu ostatním zákazníkům pomáhat s výběrem jejich nákupu, což přiměje Howarda arašídovou tyčinku sníst skutečně. Po hodinách v nemocnici se oba konečně dostaví do bytu, kde zjistí, že Leonardova oslava narozenin již dávno skončila. Penny jej tedy, jako útěchu, alespoň políbí.

## Obsazení
| Johnny Galecki  | Leonard Hofstadter |
| Jim Parsons     | Sheldon Cooper     |
| Kaley Cuoco     | Penny              |
| Simon Helberg   | Howard Wolowitz    |
| Kunal Nayyar    | Raj Koothrappali   |
| Vernee Watson   | Althea             |
| Judith Moreland | Jan                |
| Ronald Hunter   | Dan                |
| Chuck Carter    | Stan               |